# Позитивна свобода
Позити́вна свобо́да (яку ще називають «свободою до» чи «свободою для») визначається як спроможність і наявність ресурсів для реалізації власного потенціалу (це може охоплювати і свободу від внутрішніх обмежень), на відміну від негативної свободи («свободи від»), яка є свободою від зовнішніх обмежень.
Невід'ємною частиною концепції позитивної свободи є уявлення про те, що свобода визначається здатністю громадян брати участь в управлінні або в добровільній кооперації (у випадку з анархістами). Берлін Ісая у своєму есе «Дві концепції свободи» (1958) пише, що позитивне значення свободи
… розкривається у відповіді на питання: «що або хто служить джерелом контролю або втручання та змушує людину здійснювати цю дію, а не яку-небудь іншу, або бути такою, а не іншою?».
Позитивне поняття свободи є центральною ідеєю соціал-лібералізму (в США також використовують скорочену назву — лібералізм), що відрізняє його від класичного лібералізму. Також уявлення про позитивну свободу вплинули на політичну філософію соціал-демократії.

## Огляд
Ісая Берлін виділяв два основних типи свободи. Таке твердження як «Я нікому не раб» Берлін описував як характерне для негативної свободи, тобто свободи від прямого втручання з боку іншого індивіда. Як протиставлення Берлін використовував притаманне позитивній свободі твердження «Я сам собі господар», заява про свободу вибору свого власного шляху в житті.
Чарльз Тейлор пояснює, що негативна свобода є ідеєю «можливості» («opportunity-concept»), коли індивід знаходить негативну свободу в тому випадку, якщо не поневолений зовнішніми силами й має рівний доступ до суспільних ресурсів (незалежно від того, як він вирішує проводити свій час). Позитивна свобода, стверджує Тейлор, спирається на ідею «здійснення» («exercise-concept»): володіння позитивною свободою може означати, що індивід вільний внутрішньо та повинен бути здатним розсудливо діяти відповідно до свого «Я». Припустимо, багатий та впливовий діяч є одночасно наркоманом. Він може володіти великою негативною свободою, але мати дуже мало позитивної свободи, згідно з Тейлором. Позитивна свобода тягне за собою перебування в положенні дорослої, зрілої людини, здатної ухвалювати рішення, вільної від внутрішніх обмежувачів (слабкість, страх тощо).

## Історія
Теорія свободи Жана-Жака Руссо, згідно з якою індивідуальна свобода досягається шляхом участі в процесі, за допомогою якого громада здійснює колективний контроль над своїми справами відповідно до «загальної волі».